# Gerda Steinhoffová

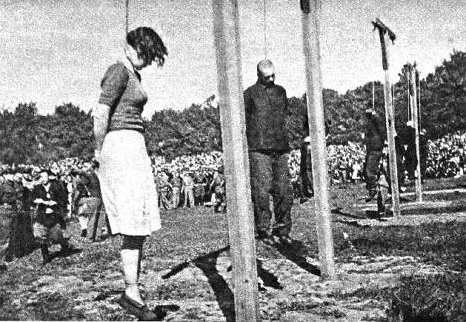
Poprava stráží koncentračního tábora Stutthof dne 4. července 1946. Gerda Steinhoffová, Johann Pauls a 3 kápové.

Gerda Steinhoffová (29. ledna 1922 Gdaňsk – 4. července 1946 Biskupia Górka) byla během druhé světové války dozorkyně v koncentračním táboře Stutthof.

## Biografie
V mládí pracovala jako služka na farmě v Tygenhagenu u Gdaňsku. Od roku 1939 pracovala v Gdaňsku jako kuchařka a později se stala průvodčí v tramvaji. V roce 1944 se provdala a měla dítě. Ve stejném roce využila nacistickou výzvu pro nábor na nové stráže a připojila se k táborovému personálu ve Stutthofu. 1. října 1944 se stala dozorkyní ve stutthofském ženském táboře SK-III. Tam se účastnila selekce vězňů, kteří byli posíláni do plynových komor. 31. října 1944 byla povýšena a byla přeřazena do pobočného tábora Danzig-Holm. 1. prosince 1944 byla převelena do Bromberg-Ost – ženského pobočného tábora Stutthofu, který se nacházel v Bydhošti asi 170 km jižně od Gdaňsku. Tam 25. ledna 1945 získala medaili za svou loajalitu a službu Třetí říši. Byla oddaná své práci v táborech a byla známá jako velmi nemilosrdná dozorkyně. Před koncem druhé světové války uprchla z tábora a vrátila se domů.

## Poválečné období
25. května 1945 byla zatčena a poslána do vězení. Stanula před soudem s ostatními ženami SS a kápy a byla odsouzena k trestu smrti za svou účast na selekcích a sadistické chování k vězňům. Byla veřejně oběšena 4. července 1946 na kopci Biskupia Górka poblíž Gdańsku.